# 小野田村 (静岡県)
小野田村（おのだむら）は静岡県の西部、長上郡・浜名郡に属していた村である。
現在の浜松市中央区、浜名区にまたがる。

## 地理
- 河川：馬込川

## 歴史

### 村名の由来
旧村名の小松、内野、半田からの合成地名。

### 沿革
- 1889年（明治22年）4月1日 - 町村制の施行により長上郡内野村・小松村・半田村の区域をもって成立。
- 1896年（明治29年）4月1日 - 郡制の施行により所属郡が浜名郡に変更。
- 1908年（明治41年）1月1日 - 分割され、大字内野・小松が平貴村の一部と新設合併して小野口村に、大字半田が有玉村・中郡村と新設合併して積志村が発足。同日小野田村廃止。

## 交通

### 鉄道路線
現在は遠州鉄道鉄道線遠州小松駅が所在するが、当時は未開業。